# Coppa del mondo per club FIFA 2009
La Coppa del Mondo per club FIFA 2009 (in arabo: كأس العالم للأندية 2009, kas alealam lil'andiat 2009, in inglese: 2009 FIFA Club World Cup), è stata la sesta edizione di questo torneo di calcio per squadre maschili di club organizzato dalla FIFA. Si tratta della 5ª edizione da quando ha sostituito la Coppa Intercontinentale. Dopo un quadriennio in Giappone la manifestazione si è svolta, per la prima volta, negli Emirati Arabi Uniti, dal 9 al 19 dicembre 2009. Come pallone ufficiale della competizione è stato utilizzato Adidas Jabulani.
Vincitore della manifestazione è stato il Barcellona, che ha sconfitto in finale l'Estudiantes de La Plata per 2-1.

## Formula
La formula del torneo è la stessa dall'edizione precedente. Partecipano le sei vincitrici delle rispettive competizioni continentali, più la squadra campione nazionale del paese ospitante. Se una squadra del paese ospitante vince il proprio trofeo continentale, al posto dei campioni nazionali partecipa la finalista della competizione internazionale, visto il divieto di partecipazione per più squadre dello stesso paese.
I campioni nazionali del paese organizzatore devono sfidare i rappresentanti dell'Oceania in un turno preliminare, la cui vincente si aggrega alle detentrici dei titoli di Africa, Asia e Centro-Nord America. Le vincenti di questi scontri sfidano in semifinale le vincitrici della UEFA Champions League e della Coppa Libertadores. Oltre la finale per il titolo si disputano gli incontri per il terzo e il quinto posto.

## Stadi
| Abu Dhabi | Abu Dhabi           | Abu Dhabi                 |
| Abu Dhabi | Stadio Sheikh Zayed | Stadio Mohammed Bin Zayed |
| --------- | ------------------- | ------------------------- |
| Abu Dhabi | Capienza: 49 500    | Capienza: 42 056          |
| Abu Dhabi |                     |                           |

## Squadre partecipanti
| Squadra          | Data di qualificazione | Confederazione | Qualificata in quanto                                  | Partecipazioni       |
| ---------------- | ---------------------- | -------------- | ------------------------------------------------------ | -------------------- |
| Auckland City    | 3 maggio 2009          | OFC            | Campione OFC Champions League 2008-2009                | 2ª (Ultima nel 2006) |
| Atlante          | 12 maggio 2009         | CONCACAF       | Campione CONCACAF Champions League 2008-2009           | 1ª                   |
| Shabab Al-Ahli   | 16 maggio 2009         | AFC            | Campione nazionale 2008-2009 degli Emirati Arabi Uniti | 1ª                   |
| Barcellona       | 27 maggio 2009         | UEFA           | Campione UEFA Champions League 2008-2009               | 2ª (Ultima nel 2006) |
| Estudiantes (LP) | 15 luglio 2009         | CONMEBOL       | Campione Coppa Libertadores 2009                       | 1ª                   |
| Pohang Steelers  | 7 novembre 2009        | AFC            | Campione AFC Champions League 2009                     | 1ª                   |
| TP Mazembe       | 7 novembre 2009        | CAF            | Campione CAF Champions League 2009                     | 1ª                   |

## Arbitri
La FIFA ha selezionato un esponente per ogni singola confederazione, più uno di riserva.
AFC
- Matthew Breeze
- Ravshan Irmatov (riserva)

CAF
- Coffi Codjia

CONCACAF
- Benito Armando Archundia

CONMEBOL
- Carlos Simon

OFC
- Peter O'Leary

UEFA
- Roberto Rosetti

## Risultati

### Tabellone
|  | Primo turno     | Primo turno                  |                              |         | Secondo turno | Secondo turno |                             |                             | Semifinali | Semifinali |  |  | Finale | Finale |
|  |                 |                              |                              |         |               |               |                             |                             |            |            |  |  |        |        |
|  | Auckland City   | 2                            |                              |         |               |               |                             |                             |            |            |  |  |        |        |
|  | Auckland City   | 2                            |                              |         |               |               |                             |                             |            |            |  |  |        |        |
|  | Al-Ahli         | 0                            |                              |         | Auckland City | 0             |                             |                             |            |            |  |  |        |        |
|  | Al-Ahli         | 0                            |                              |         | Auckland City | 0             |                             |                             |            |            |  |  |        |        |
|  |                 |                              |                              |         | Atlante       | 3             |                             |                             |            |            |  |  |        |        |
|  | Atlante         | 1                            |                              |         | Atlante       | 3             |                             |                             |            |            |  |  |        |        |
|  | Atlante         | 1                            |                              |         |               |               |                             |                             |            |            |  |  |        |        |
|  |                 |                              | Barcellona                   | 3       |               |               |                             |                             |            |            |  |  |        |        |
|  |                 |                              | Barcellona                   | 3       |               |               |                             |                             |            |            |  |  |        |        |
|  |                 |                              |                              |         |               |               |                             |                             |            |            |  |  |        |        |
|  |                 |                              |                              |         |               |               |                             |                             |            |            |  |  |        |        |
|  | Estudiantes     | 1                            |                              |         |               |               |                             |                             |            |            |  |  |        |        |
|  | Estudiantes     | 1                            |                              |         |               |               |                             |                             |            |            |  |  |        |        |
|  |                 | Barcellona (d.t.s)           | 2                            |         |               |               |                             |                             |            |            |  |  |        |        |
|  |                 |                              | 2                            | Mazembe | 1             |               |                             |                             |            |            |  |  |        |        |
|  |                 |                              |                              |         |               |               |                             |                             |            |            |  |  |        |        |
|  |                 | Pohang Steelers              | 2                            |         |               |               |                             |                             |            |            |  |  |        |        |
|  | Pohang Steelers | Pohang Steelers              | 2                            | 1       |               |               |                             |                             |            |            |  |  |        |        |
|  | Pohang Steelers | Incontro per il quinto posto | Incontro per il quinto posto | 1       |               |               | Incontro per il terzo posto | Incontro per il terzo posto |            |            |  |  |        |        |
|  |                 | Incontro per il quinto posto | Incontro per il quinto posto |         | Estudiantes   | 2             | Incontro per il terzo posto | Incontro per il terzo posto |            |            |  |  |        |        |
|  | Mazembe         | 2                            | Pohang Steelers              | 1 (4)   | Estudiantes   | 2             |                             |                             |            |            |  |  |        |        |
|  | Mazembe         | 2                            | Pohang Steelers              | 1 (4)   |               |               |                             |                             |            |            |  |  |        |        |
|  | Auckland City   | 3                            | Atlante                      | 1 (3)   |               |               |                             |                             |            |            |  |  |        |        |
|  | Auckland City   | 3                            | Atlante                      | 1 (3)   |               |               |                             |                             |            |            |  |  |        |        |
|  |                 |                              |                              |         |               |               |                             |                             |            |            |  |  |        |        |

### Play-off per i quarti di finale
| Arbitro: | Carlos Simon |

|                           |           |  |
| Dickinson 45’ Coombes 67’ | Marcatori |  |

### Quarti di finale
| Arbitro: | Peter O'Leary |

|          |           |                  |
| Bedi 28’ | Marcatori | 50’ 78’ Denilson |

| Arbitro: | Coffi Codjia |

|  |           |                                    |
|  | Marcatori | 36’ Arreola 69’ Bermúdez 90’ Silva |

### Semifinali
| Arbitro: | Roberto Rosetti |

|              |           |                   |
| Denilson 71’ | Marcatori | 45+2’ 53’ Benítez |

| Arbitro: | Carlos Simon |

|          |           |                                  |
| Rojas 5’ | Marcatori | 35’ Busquets 55’ Messi 67’ Pedro |

### Incontro per il quinto posto
| Arbitro: | Benito Armando Archundia |

|                          |           |                                 |
| Kasongo 60’ Kasusula 67’ | Marcatori | 29’ 72’ Hayne 90+4’ Van Steeden |

### Incontro per il terzo posto
| Arbitro: | Matthew Breeze |

|                                               |                      |                                         |
| Denilson 42’                                  | Marcatori            | 46’ Márquez Lugo                        |
| No B.J. Denilson Shin H.M. Park H.C. Kim H.I. | Tiri di rigore 4 – 3 | Solari Márquez Lugo Peralta Silva Vilar |

### Finale
| Arbitro: | Benito Armando Archundia |

|             |           |                      |
| Boselli 37’ | Marcatori | 89’ Pedro 110’ Messi |

## Classifica finale
| Pos. | Squadra          | Confederazione |
| ---- | ---------------- | -------------- |
| 1    | Barcellona       | UEFA           |
| 2    | Estudiantes (LP) | CONMEBOL       |
| 3    | Pohang Steelers  | AFC            |
| 4    | Atlante          | CONCACAF       |
| 5    | Auckland City    | OFC            |
| 6    | TP Mazembe       | CAF            |
| 7    | Shabab Al-Ahli   | AFC            |

## Classifica marcatori
| Gol |  |  | Giocatore           | Squadra         |
| --- |  |  | ------------------- | --------------- |
| 4   |  |  | Denilson            | Pohang Steelers |
| 2   |  |  | Leandro Benítez     | Estudiantes     |
| 2   |  |  | Jason Hayne         | Auckland City   |
| 2   |  |  | Lionel Messi        | Barcellona      |
| 2   |  |  | Pedro               | Barcellona      |
| 1   |  |  | Daniel Arreola      | Atlante         |
| 1   |  |  | Mbenza Bedi         | Mazembe         |
| 1   |  |  | Christian Bermúdez  | Atlante         |
| 1   |  |  | Mauro Boselli       | Estudiantes     |
| 1   |  |  | Chad Coombes        | Auckland City   |
| 1   |  |  | Adam Dickinson      | Auckland City   |
| 1   |  |  | Ngandu Kasongo      | Mazembe         |
| 1   |  |  | Kilitcho Kasusula   | Mazembe         |
| 1   |  |  | Rafael Márquez Lugo | Atlante         |
| 1   |  |  | Guillermo Rojas     | Atlante         |
| 1   |  |  | Sergio Busquets     | Barcellona      |
| 1   |  |  | Lucas Silva         | Atlante         |
| 1   |  |  | Riki van Steeden    | Auckland City   |